# Municipio de Murdock (Kansas)
El municipio de Murdock (en inglés: Murdock Township) es un municipio ubicado en el condado de Butler en el estado estadounidense de Kansas. En el año 2010 tenía una población de 402 habitantes y una densidad poblacional de 4,28 personas por km².

## Geografía
El municipio de Murdock se encuentra ubicado en las coordenadas 37°52′8″N 97°5′50″O / 37.86889, -97.09722. Según la Oficina del Censo de los Estados Unidos, el municipio tiene una superficie total de 94.01 km², de la cual 94,01 km² corresponden a tierra firme y (0 %) 0 km² es agua.

## Demografía
Según el censo de 2010, había 402 personas residiendo en el municipio de Murdock. La densidad de población era de 4,28 hab./km². De los 402 habitantes, el municipio de Murdock estaba compuesto por el 95,77 % blancos, el 0,5 % eran afroamericanos, el 2,74 % eran de otras razas y el 1 % eran de una mezcla de razas. Del total de la población el 7,21 % eran hispanos o latinos de cualquier raza.